# Faro de Bugio
El Faro de Bugio (en portugués: Farol do Bugio) es un faro situado en la Fortaleza de San Lorenzo de Bugio, freguesia de Oeiras e São Julião da Barra, municipio de Oeiras, distrito de Lisboa, Portugal. Junto con el Faro de San Julián, marca la entrada al estuario del río Tajo y al puerto de Lisboa. Entró en funcionamiento en 1775, siendo uno de los faros más antiguos de Portugal.

## Historia
Se tienen noticias de que 1693 en la Fortaleza de San Lorenzo de Bugio ya había algún tipo de señal luminosa de ayuda a la navegación. Una inspección al faro existente en 1751 indicaba que éste funcionaba con aceite y se encendía de octubre a marzo. Este primitivo faro fue derribado por el terremoto de Lisboa de 1755.

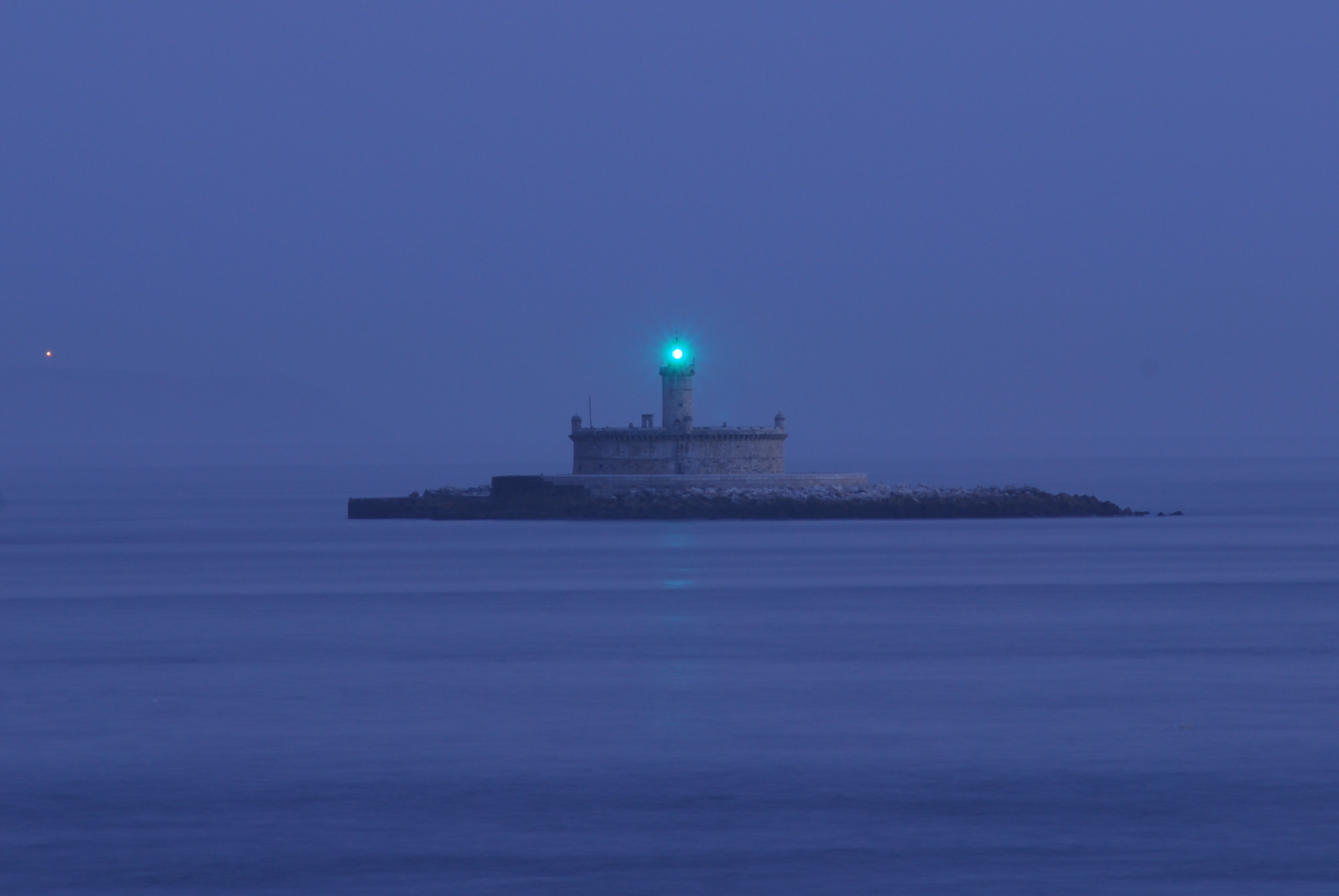
Faro de Bugio con su característica luz verde. A la izquierda de la imagen se aprecia la luz roja del Faro de San Julián, la otra señal que marca el acceso al puerto de Lisboa.

El Marqués de Pombal ordenó en 1758 la erección de seis faros en el país. La fortaleza de Bugio sería uno de los lugares elegidos. Se construyó una torre de 16 metros de altura por 3 de diámetro para alojar al nuevo faro. En 1798 estaba iluminado por una lámpara de Argand. En 1829 fue instalado un nuevo aparato rotativo de mecanismo de relojería y 16 candeleros. En 1896 fue instalado un aparato óptico dióptrico de 3.er orden y una nueva alimentación a petróleo. Durante la Primera Guerra Mundial permaneció apagado. En 1923 recibió otro nuevo aparato óptico de 3.er orden.
En 1933, después de la Conferencia de Balizaje de Lisboa, pasó de emitir luz blanca fija a destellos de luz verde, característica que mantiene en la actualidad. En 1946 fue cambiada la alimentación que pasó a ser de vapor de petróleo. Se electrificó en 1959, funcionando con grupos electrógenos, y automatizó en 1981 quedando deshabitado al año siguiente. En 1994 se le instaló una nueva linterna omnidireccional de 300 mm que funciona con energía solar.
Al estar situada la fortaleza en un bajío en un lugar muy expuesto a la acción del mar, ha sido necesario realizar obras de mantenimiento y consolidación en numerosas ocasiones. Están documentadas obras en 1788, 1804, 1807, 1818, 1952, 1981 y la última realizada en 2000 cuando la torre del faro tenía serio peligro de derrumbe.

## Características
El faro emite un destello de luz verde durante 1 segundos en un ciclo total de 5 s. Tiene un alcance nominal nocturno de 15 millas náuticas.